# Circuito di Bremgarten
Il circuito di Bremgarten era un tracciato stradale semipermanente situato a Berna, in Svizzera. Ha ospitato cinque edizioni del Gran Premio di Svizzera di Formula 1 (dal 1950 al 1954) e cinque del Gran Premio di Svizzera del Motomondiale (nel 1949 e dal 1951 al 1954). Il circuito, lungo 7 280 metri, era ritenuto tra i più belli ma anche tra i più pericolosi del mondo per le sue curve per i suoi continui saliscendi, il suo fondo irregolare e il suo continuo passaggio da zone di luce a zone d'ombra provocate dagli alberi che costeggiavano la strada.

## Storia
Il circuito venne inaugurato nel 1931 con una gara motociclistica. Nel 1934 ospitò per la prima volta una gara automobilistica, ovvero la prima edizione del Gran Premio di Svizzera.
Il 1º luglio 1948, durante le prove del Gran Premio di quell'anno, persero la vita a causa di due incidenti distinti alla curva Eymatt Omobono Tenni, campione di motociclismo, e Achille Varzi, campione di automobilismo. Tre giorni più tardi, durante la gara, rimase ucciso anche il pilota locale Christian Kautz.
In seguito alla tragedia della 24 Ore di Le Mans 1955, il governo svizzero decise di proibire tutte le gare motoristiche sul suo territorio: ciò decretò de facto l'abbandono del circuito. Tuttavia nel 2022 tale divieto è stato stralciato dal Parlamento Svizzero, consentendo nuovamente le Gare su Circuito e la costruzione di Circuiti.

## Albo d'oro della Formula 1
| Anno | Pilota             | Scuderia   |
| ---- | ------------------ | ---------- |
| 1950 | Nino Farina        | Alfa Romeo |
| 1951 | Juan Manuel Fangio | Alfa Romeo |
| 1952 | Piero Taruffi      | Ferrari    |
| 1953 | Alberto Ascari     | Ferrari    |
| 1954 | Juan Manuel Fangio | Mercedes   |

### Vittorie per pilota
| Vittorie | Pilota             | Anno(i)/Vettura                 |
| -------- | ------------------ | ------------------------------- |
| 2        | Juan Manuel Fangio | 1951/Alfa Romeo - 1954/Mercedes |
| 1        | Nino Farina        | 1950/Alfa Romeo                 |
| 1        | Piero Taruffi      | 1952/Ferrari                    |
| 1        | Alberto Ascari     | 1953/Ferrari                    |

### Vittorie per scuderia
| Vittorie | Scuderia   | Anno(i)/Pilota                             |
| -------- | ---------- | ------------------------------------------ |
| 2        | Alfa Romeo | 1950/Nino Farina - 1951/Juan Manuel Fangio |
| 2        | Ferrari    | 1952/Piero Taruffi - 1953/Alberto Ascari   |
| 1        | Mercedes   | 1954/Juan Manuel Fangio                    |